# 川军

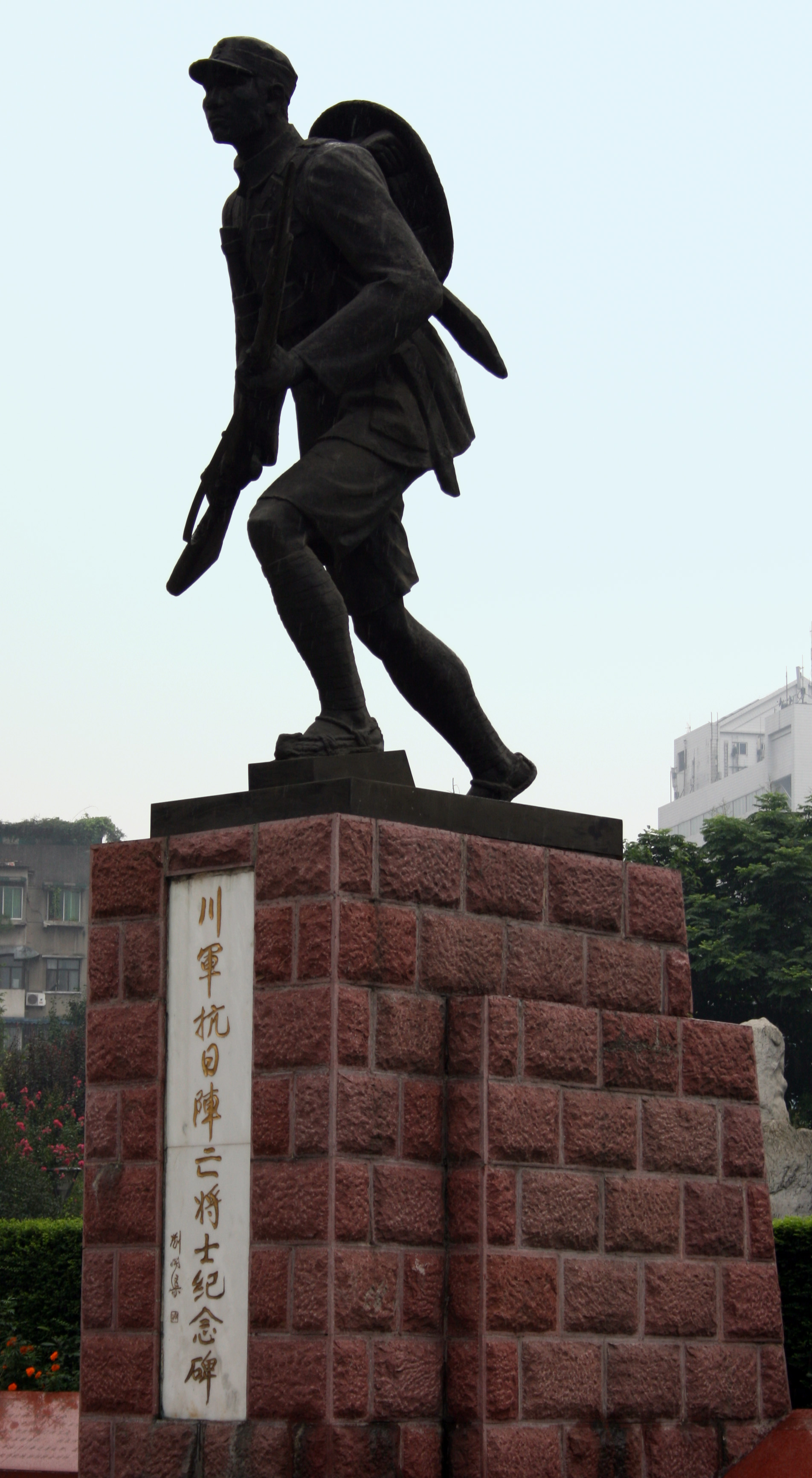
川军抗日阵亡将士纪念碑，位于成都市人民公园

川軍為民國時期一軍閥派系，其前身為清末於四川訓練的新軍，對辛亥革命發動有莫大貢獻。辛亥革命成功後於四川成都成立大漢四川军政府，及後再与重慶蜀軍政府合并成为四川軍都督府。中華民國臨時政府成立後，川軍成為旗下的革命軍一支，而北洋政府成立後亦隨即被改編成北洋陸軍一部份，最後加入國民革命軍。
与其它的地方派系不一样的地方是，川军从来没有形成一个统一的体系，川军内部的派系繁杂，劉文輝、鄧錫侯、何肇德、楊森、劉湘等人各據一方，其中较大者則為刘湘。川军由于在抗日战争中有很重要的地位，声名显赫，四川（包括西康省）在抗战中为全国提供最多人力的省份。在1938年-1945年，国民革命军中尚有战斗力的部队40%均为川军，实际战斗人员甚至超过了中央军。而提供纯劳力的壮丁占了全国壮丁1/5以上，其阵亡将士亦居全国之冠。

## 序列沿革[1]
1910年，清末新軍
- 第十七鎮：統制朱慶瀾、參謀官程潛，下轄:
- 兩個協：協統施承德、陳德鄰
- 四個標：標統周駿、葉荃、王鑄仁
- 十多個營：管帶宋學皋、彭光烈、龍光、彭鵠舉
- 砲兵營管帶成桄
- 工兵營管帶羅緯
- 騎兵營管帶蔣龍芬

1911年12月8日，辛亥革命後，蒲殿俊、朱慶瀾在成都組大漢四川軍政府。東校場嘩變發生，蒲、朱逃亡，尹昌衡出任都督，編三個鎮：
- 第一鎮，統制宋學皋，後由周駿繼任，由原清朝新軍第十七鎮改編而成。
- 第二鎮，統制彭光烈，由保路同志軍改編而成。
- 第三鎮，統制孫兆鸞，由清朝巡防軍改編而成。

不久，鎮即改稱師，統制改稱師長。
1912年4月，成都的大漢四川軍政府與重慶的蜀軍政府合併，尹昌衡仍任都督，以蜀軍以及滯留四川的滇軍，增編兩個師，此時共有五個師：
- 第一師，師長周駿。
- 第二師，師長彭光烈。
- 第三師，師長孫兆鸞。
- 第四師，師長劉存厚，由援川滇軍改編而成，駐敘永、瀘州一帶。
- 第五師，師長熊克武，由原蜀軍改編而成，駐重慶。

1913年8月4日，二次革命期間，熊克武在重慶宣布獨立，設立討袁軍總司令部，由原蜀軍兩個團、川軍第五師兩個旅編成討袁軍，共九千人，編制如下：
- 總司令熊克武
- 民政部長楊庶堪
- 軍政部兼參謀長劉植藩
- 副參謀長兼督中路但懋辛
- 第一支隊司令龍光
- 第二支隊司令呂超
- 第三支隊司令李樹勳
- 第四支隊司令劉植藩
- 川江水師司令余際唐
- 炸彈隊長曾子玉、顏德基

二次革命失敗後，仍恢復原五師編制。
1915年3月，袁世凱派陳宦以會辦四川軍務、四川巡按使的身分控制四川，陳曾率伍祥禎（第四混成旅）、馮玉祥（第十六混成旅）、李炳之（第十三混成旅）三混成旅入川，後三混成旅於四川參加護國戰爭。

## 派系及領袖

### 武備系
尹昌衡、胡景伊、周道刚、刘存厚

### 國民黨
熊克武、但懋辛

### 速成系
刘湘、杨森

### 保定系
刘文辉、邓锡侯、田颂尧、余安民

### 軍官系
李家钰、罗泽洲

## 抗日
| 战名           | 时间                 | 主要参战地区             | 主要参战川军                                | 主要指挥官                 |
| -------------- | -------------------- | ------------------------ | ------------------------------------------- | -------------------------- |
| 淞沪会战       | 1937.8.13-1937.11.12 | 上海大场陈家行           | 第20军 第43军                               | 杨森、郭汝栋               |
| 太原会战       | 1937.9.13-1937.11.8  | 娘子关、忻口             | 第22集团军                                  | 孙震                       |
| 徐州会战       | 1938.1-1938.5        | 滕县                     | 第22集团军 第27集团军                       | 孙震、王铭章、杨森         |
| 武汉会战       | 1938.6.11-1938.10.27 | 武汉                     | 第22集团军 第27集团军 第29集团军 第30集团军 | 孙震、杨森、王缵绪、王陵基 |
| 随枣会战       | 1939.5.1-1939.5.24   | 随县、枣阳               | 第22集团军 第29集团军                       | 孙震、王缵绪               |
| 第一次长沙会战 | 1939.9-1939.10       | 长沙                     | 第27集团军 第30集团军                       | 杨森、王陵基               |
| 枣宜会战       | 1940.5.1-1940.6.18   | 枣阳、宜昌               | 第22集团军 第29集团军                       | 孙震、王缵绪               |
| 上高会战       | 1941.3.14-1941.4.9   | 上高县                   | 第30集团军                                  | 王陵基                     |
| 第二次长沙会战 | 1941.9.17-1941.10.8  | 长沙                     | 第27集团军 第30集团军                       | 杨森、王陵基               |
| 第三次长沙会战 | 1941.12.24-1942.1.15 | 长沙                     | 第27集团军 第30集团军                       | 杨森、王陵基               |
| 浙赣会战       | 1942.5-1942.9        | 浙赣铁路杭州至南昌段沿线 | 第23集团军                                  | 唐式遵                     |
| 鄂西会战       | 1943.5-1943.6        | 鄂西                     | 第29集团军                                  | 王缵绪                     |
| 常德会战       | 1943.11.2-1943.12.20 | 常德                     | 第29集团军 第30集团军                       | 王缵绪、王陵基             |
| 豫中会战       | 1944.4.17-1944.5.25  | 郑州、许昌、洛阳         | 第36集团军                                  | 李家钰                     |
| 长衡会战       | 1944.5-1944.8        | 长沙、衡阳               | 第27集团军 第30集团军                       | 杨森、王陵基               |
| 桂柳会战       | 1944.9-1944.12.25    | 桂林、柳州               | 第27集团军                                  | 杨森                       |

川军为抗日作出了極大的贡献，抗战中伤亡的326万国民革命军将士中有64万为川军将士，其中1939年到1945年间，全军阵亡的85万人中有26万川军。川军被俘人数是国民革命军地方军阀中最少的之一，整个抗战中共2.4万余人被俘（注：统计不准确，抗战中从四川招募的士兵很多补充到了中央军等国民革命军主力军队中，而非川军），不到总人数（四川军阀部队）的6%（而中央军在安徽一役中便被俘4万余人）而阵亡比例高达1/3，在淞沪会战中，川军将士几乎全部战死沙场，仅2000余人撤退到湖北，后在枣宜会战中，川军再次成为主力，歼敌4万日军后有20余万川军士兵伤亡。在出川的6名中将中，便有4名壮烈殉国，第一批出川的400多位团级军官基本全部在前线牺牲。
四川（包括西康省）在抗战中为全国提供最多人力的省份。在1938年-1945年，国民革命军中尚有战斗力的部队40%均为川军，实际战斗人员甚至超过了中央军。而提供纯劳力的壮丁占了全国壮丁1/5以上，其阵亡将士亦居全国之冠。
川軍最為人所讚揚者，即為劉湘於1937年拜別四川鄉親，率領川军子弟徒步千里、出川抗日一去不复返的事蹟。此後，在全國各大戰場都可見到川軍的參與，在抗战中阵亡的包括著名将领张自忠在内的12位国民革命军上将中，有3名为川军将领。李家钰上将、王銘章上将、饒國華上将等人，均為川軍抗日救國、壯烈犧牲之典範。
1989年8月15日，成都市政府将塑像重塑于成都万年场。